# MG XPower SV
O XPower SV (SportVeloce) é um automóvel esportivo produzido pela empresa britânica MG. Fabricado em Módena, na Itália e depois finalizado em Longbridge, na Inglaterra, é baseado na plataforma do Qvale Mangusta, que por sua vez é baseado no De Tomaso Biguà.

## História
Depois de adquirir a Qvale da Itália, o grupo MG Rover iniciou o projeto de nome X80 e criou uma empresa subsidiária, a MG X80 Ltd., para produzir um novo modelo baseado no Qvale Mangusta. Uma atração foi o potencial de vendas nos Estados Unidos.
O MG X80 foi revelado inicialmente como um conceito em 2001, no entanto, o desenho foi considerado muito monótono para um esportivo. Quando o modelo de produção (agora chamado de MG XPower SV) foi eventualmente lançado, o designer Peter Stevens modificou o desenho do carro para que ficasse mais agressivo. Uma das metas era que o preço do carro não ultrapassasse £100.000: o modelo mais básico teve preço final de £65.000, e a versão mais equipada (XPower SV-R) ficou na faixa de £83.000.
O processo de produção era complexo, parte por causa da carroceria de fibra de carbono. A carroceria inicial era feita no Reino Unido, depois os painéis eram feitos na Itália, para só então o modelo ser terminado na fábrica da MG Rover, em Longbrigde. Várias partes interiores e exteriores do modelo vieram de modelos da Fiat antigos e novos. Os faróis, por exemplo, são de um Fiat Punto Mk.2 e as lanternas traseiras de um Fiat Coupé.
De acordo com o clube MG XPower SV, aproximadamente 82 carros foram produzidos, excluindo 4 modelos "XP" de pré-produção.

## XPower WR
Uma versão especial foi produzida sob nome XPower WR, de William Riley. Essa versão tinha motor sobrealimentado e gerava cerca de 550 cavalos. Sete carros foram ditos vendidos.

## Performance

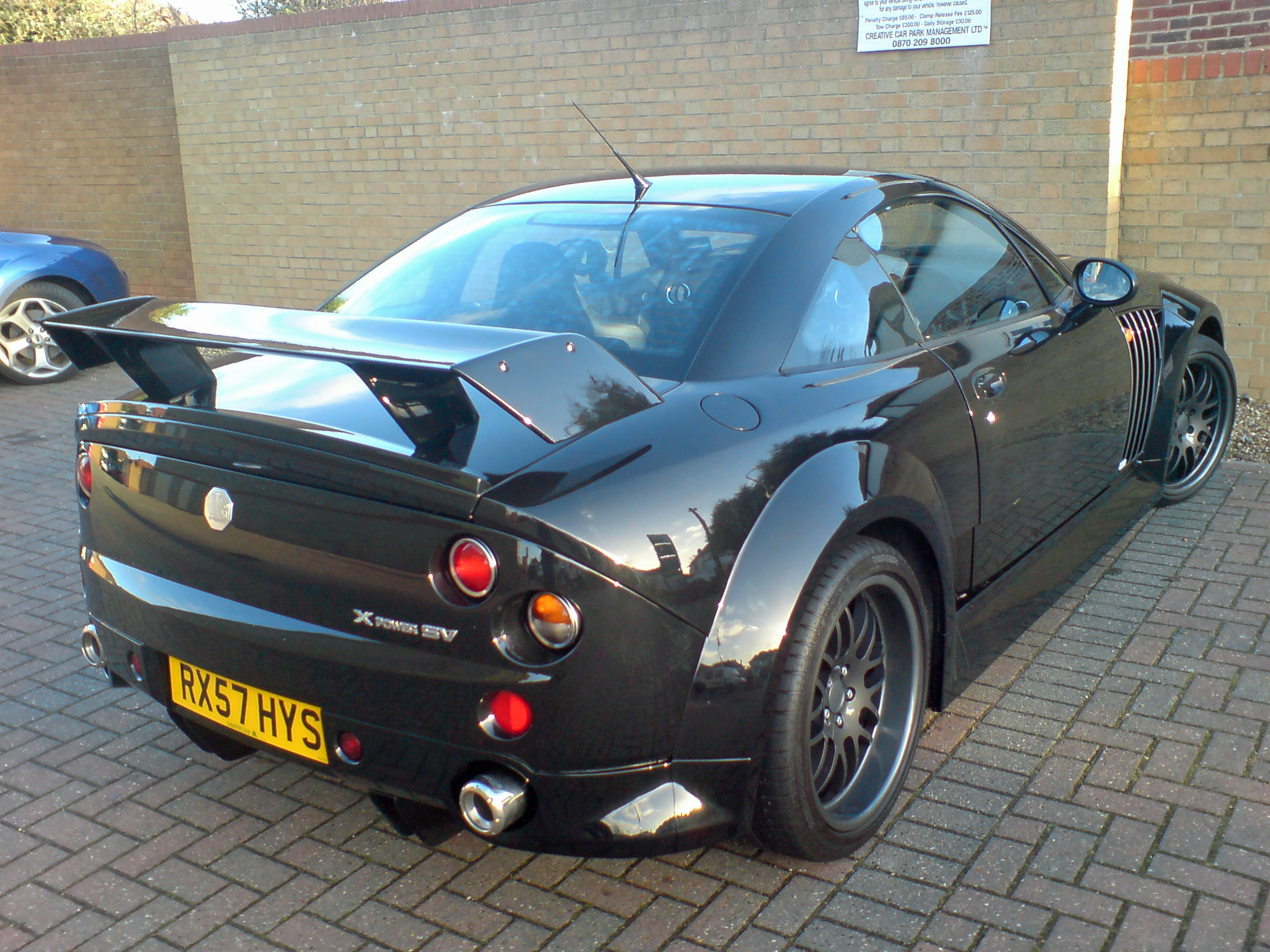
Vista traseira.

O modelo básico tinha um motor 4,6L Ford Modular V8 de 325 cavalos a 6.000 rpm e torque de 409 N·m a 4.750 rpm, disponível em versão automática e manual. O manual tinha velocidade máxima de 265 km/h e ia de 0-100 km/h em 5,3 segundos. Versões mais esportivas foram planejadas, mas nunca construídas. Isso inclui a versão 5 litros de 1.000 cavalos.
O XPower SV-R introduzido em 2004 tinha um motor mais potente, agora um 5 litros 32 válvulas de 390 cavalos, com velocidade máxima de 282 km/h e 0-100 km/h em 4,9 segundos.
A versão SV-S foi equipada com motor de 4,6 litros sobrealimentado para coincidir com o 390 cv da versão 5.0 litros. Apenas três foram feitos. Um SV-R foi modificado com a adição de um supercompressor para se tornar um SV-RS, no entanto utilizava um motor 4.6 do SV.